# Sweet Emma Barrett
"Sweet Emma" Barrett (Nueva Orleans, Luisiana, 25 de marzo de 1897-28 de enero de 1983) fue una cantante y pianista autodidacta de jazz estadounidense, quién trabajó con la Original Tuxedo Orchestra entre 1923 y 1936, primero bajo la dirección de Papa Celestin, luego de William Ridgely. También trabajó con Armand Piron, John Robichaux, Sidney Desvigne, y la Preservation Hall Jazz Band.

## Biografía
En 1947, aceptó un trabajo estable en Happy Landing, un club local en Pecaniere, Luisiana. Su grabación de debut fue en 1961, con el álbum de Riverside Records New Orleans: The Living Legends series, eso le trajo reconocimiento. A pesar de que la mayoría de las canciones en el álbum eran instrumentales, otras fueron cantadas por Barrett, y han sido descritas como sus primeros registros como vocalista.
Fue apodada "Bell Gal" porque llevaba un gorro rojo y ligas con campanas navideñas que tintineaban al compás de su música. Apareció en la portada de la revista Glamour y nombrada en publicaciones en los Estados Unidos y Europa. Viajó con el Preservation Hall Jazz Band a nivel nacional e internacional, incluida una temporada en Disneyland en 1963.
A pesar de la exposición popular que recibió en conciertos y apariciones en el extranjero, Barrett continuó sintiéndose más cómoda en su Nueva Orleans natal, especialmente en el Barrio Francés. En 1963, en su álbum The Bell Gal y Her Dixieland Boys Music, Barrett cantó en cuatro de las ocho canciones y dirigió dos coros. 
En general, este conjunto ofreció a los oyentes una buena muestra del sonido del jazz de Nueva Orleans alrededor de 1963 y fue una de las pocas grabaciones de Barrett sin los miembros habituales de lo que sería la Preservation Hall Jazz Band (excepto Robinson y Sayles). Las representaciones de la agrupación en números como "Big Butter and Egg Man", "Bogalusa Strut" y "Take Me Out to the Ball Game" se representaban con diversión y alegría.
En 1965 Preservation Hall Jazz Band hizo una aparición breve en la película The Cincinnati Kid, que presentó a Barrett como vocalista y pianista de la banda e incluyó un primer plano de ella.
En 1967, sufrió una apoplejía que paralizó su lado izquierdo, pero continuó trabajando, y ocasionalmente grabó, hasta su muerte en 1983.

## Discografía
| Year | Title                                                                  | Genre | Label             |
| ---- | ---------------------------------------------------------------------- | ----- | ----------------- |
| 1968 | Sweet Emma Barrett And Her Original Tuxedo Jazz Band At Dixieland Hall | Jazz  | Riverside         |
| 1964 | Sweet Emma Barrett and Her Preservation Hall Jazz Band                 | Jazz  | Preservation Hall |
| 1963 | Sweet Emma Barrett and Her New Orleans Music                           | Jazz  | Southland         |
| 1961 | The Bell Gal and Her Dixieland Boys                                    | Jazz  | Riverside         |
| 1960 | Sweet Emma                                                             | Jazz  | Riverside         |